# Палацина Лакия
Палацина „Лакия“ (на итал. Palazzina Lacchia) е историческа сграда в стил Ар Нуво в град Ивреа, Пиемонт, Северна Италия.

## История
Сградата е проектирана от архитекта Тито Лакия по поръчка на Джузепе Ботала като доходна сграда през 1910 г. Сградата граничи с историческата Вила „Лакия“ – лична резиденция на Тито Лакия, построена малко след това.

## Описание
Сградата е в същия стил като близката Вила „Лакия“, макар и в по-малко изискана и претенциозна форма. Фасадите се характеризират с релефни рамки на архитрава на прозорците и с последователности от балкони, вградени в обема на сградата, за да оформят ефирни лоджии, украсени с парапети от ковано желязо във флорален стил. На централната капандура е изписана годината на построяване на сградата.